# Cultura de Hongshan
La cultura de Hongshan (xinès: 红山文化, pinyin: hóngshān wénhuà) var ser una cultura neolítica (4700 - 2900 aC) del nord-est de la Xina, que s'estén al nord dels monts Yan (xinès: 燕山), a Hebei, a una banda i l'altra dels cursos superiors del rius Daling (xinès: 大凌河) i Xiliao (xinès: 西遼河), que reguen les planes del sud de Manxúria, als actuals Liaoning i Mongòlia interior, fora ja de l'àmbit cultural de Yangsaho i Dawenkou. L'indret epònim, Hongshanhou (xinès: 红山後) en el districte de Chifeng, a Mongòlia interior, va ser descobert el 1908 per l'arqueòleg japonès Torii Ryūzō i va ser escorcollat per primera vegada el 1935 per Hamada Kosaku i Mizuno Seiichi.
El nom de Hongshan va ser adoptat el 1954. La cultura de Hongshan és particularment coneguda pels seus objectes de jade així com per alguns indrets funeraris i culturals que comprenen temples, altars, túmuls i construccions piramidals. Els arqueòlegs estimen que aquesta cultura es va constituir sobre la base de les de Xinglongwa (xinès: 兴隆洼) (Mongòlia interior i Liaoning) i Zhaobaogou (xinès: 赵宝沟) (Mongòlia interior i Hebei), amb les quals presenta netes similituds en l'aspecte religiós. Hongshan seria contemporània de les fases mitjana i tardana de la cultura de Yangshao, amb la qual hauria tingut intercanvis.
De l'examen dels instruments i dels ossos d'animals, l'agricultura, practicada amb eines en pedra, hi ocupava més lloc que en les cultures de Xinglongwa i Zhaobaogou. No obstant això, la caça encara conservava una certa importància, com ho testimonien els ossaments de cèrvids. Els animals de cria eren porcs, xais i bous. L'hàbitat era molt dispers i les famílies clans havien de viure en autarquia. Els habitatges de forma rectangular o quadrada, estaven semisoterrats i comprenien una llar central condicionada en el sòl de terra batuda.